# Трингали-Казанова, Антонио
Антонио Трингали-Казанова (итал. Antonino Tringali Casanova; 11 апреля 1888, Чечина, Тоскана, Королевство Италия — 30 октября 1943, г. Верона, Венеция, Италия) — итальянский государственный и политический деятель. Доктор права. Адвокат.

## Биография
После участия в Первой мировой войне примкнул к фашистской партии и стал одним из активнейших её сторонников. Первоначально был назначен главным местным ответственным (итал. Luogotenente generale) фашистской милиции у себя в регионе. Затем последовало его назначение командиром 91-го и чуть позже 89-го легиона и одновременно назначение подеста Кастаньето-Кардуччи.
С сентября 1928 года назначается вице-президентом, а с ноября 1932 года и президентом Специального трибунала национальной обороны, одновременно являясь и членом Большого фашистского совета.
После ареста Бенито Муссолини был отстранен от должности, бежал на север Италии, где, с момента образования Итальянской социальной республики (ИСР), он занимал пост Министра юстиции и наград ИСР.
Умер при невыясненных обстоятельствах в октябре 1943 года, по одной из версий от стенокардии.